# Charles Griffin
Pour les articles homonymes, voir Griffin.
Charles Griffin (né le 18 décembre 1825 à Granville, Ohio, et mort le 15 septembre 1867 à Galveston, Texas) est un major général de l'Union.

## Avant la guerre
Charles Griffin est diplômé de l'académie militaire de West Point en 1847.
Il est breveté second lieutenant le 1er juillet 1847 dans le 4e régiment d'artillerie et est promu à ce grade le 12 octobre 1847 dans le 2e d'artillerie. Il est affecté dans le sud-ouest des États-Unis. Il participe à la guerre américano-mexicaine.
Il est promu premier lieutenant le 30 juin 1849. En 1860, il est instructeur à West Point où il organise les batteries de campagne de l'armée.

## Guerre de Sécession
Charles Griffin est promu capitaine le 25 avril 1861. Le 14 mai 1861, il est affecté au 5e d'artillerie. Il participe à la première bataille de Bull Run et est breveté commandant le 21 juillet 1861 pour bravoure et service méritoire lors de cette bataille . Il participe à la campagne de la Péninsule. Il est nommé brigadier général des volontaires le 9 juin 1862.
Lors de la seconde bataille de Bull Run, il est sous les ordres du général George Morell. À la tête de sa brigade, il part de Bristoe pour aller se positionner à Mannassas Junction. Alors qu'il est en marche, il reçoit l'ordre de prendre le carrefour des routes de Mannassas Junction et de Gainesville. Placé en tête de la division du général Morell, en fin de journée, contrairement aux ordres du général John Pope il n'attaque pas et reste en position sur les ordres du son commandant de division.
Il commande la 1st division du Ve corps de la grande division du centre à la bataille de Fredericksburg en décembre 1862. Il participe à la bataille de Chancellorsville puis à celle de Gettysburg. Il est breveté lieutenant-colonel le 6 mai 1864 pour bravoure et service méritoire lors de la bataille de la Wilderness. Il est breveté major général des volontaires le 1er août 1864. Il est breveté colonel le 18 août 1864 pour bravoure et service méritoire lors de la bataille de Weldon. Le 13 mars 1865, il est breveté brigadier général pour bravoure et service méritoire lors de la bataille de Five Forks et major général pour bravoure et service méritoire sur le champ de bataille lors de la guerre. Il est nommé major général des volontaires le 2 avril 1865.

## Après la guerre

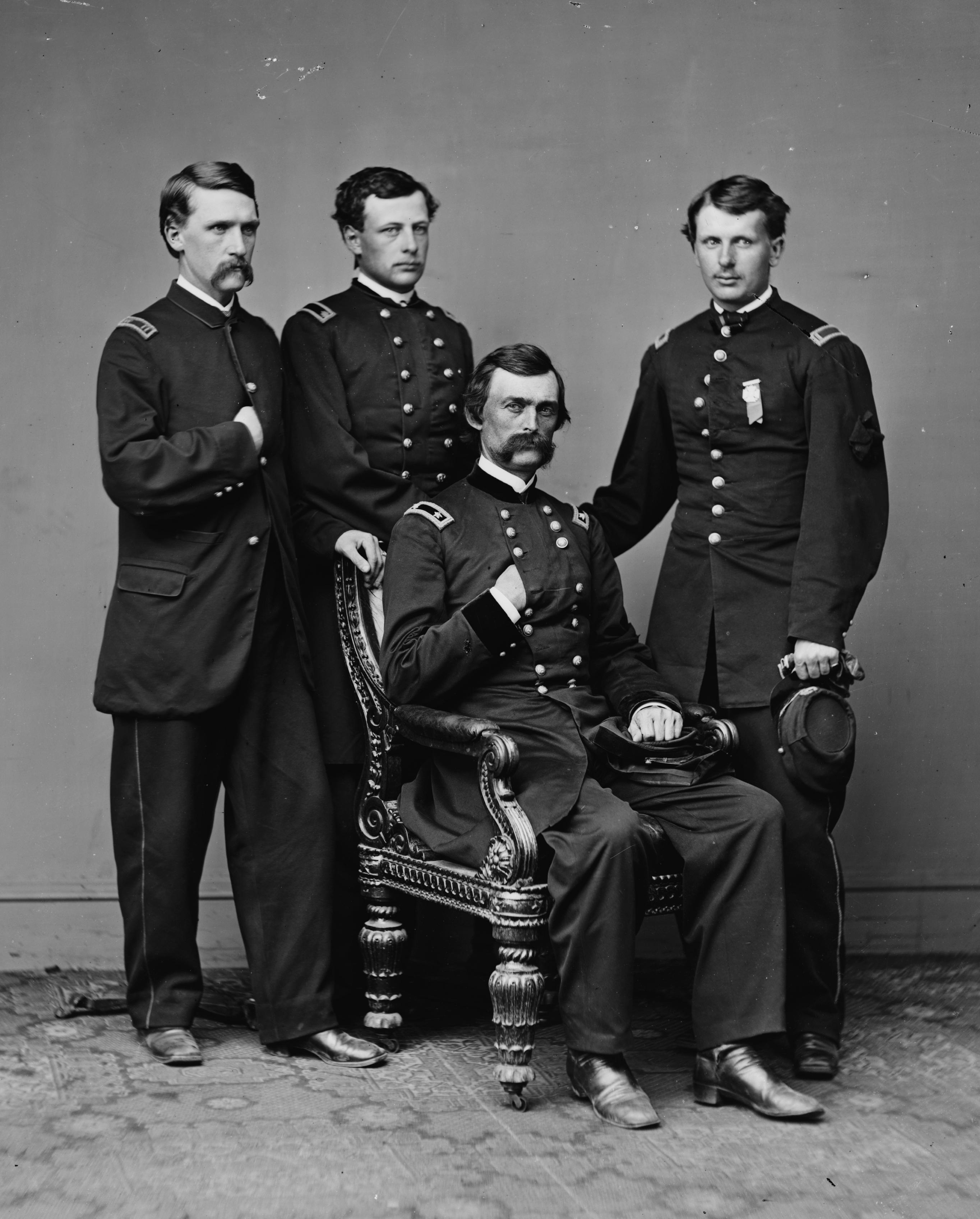
Le général Charles Griffin et son état-major, Bibliothèque du Congrès.

Charles Griffin quitte le service actif des volontaires le 15 janvier 1866. Il est nommé colonel du 35e régiment d'infanterie le 28 juillet 1866.
Le 24 janvier 1867, il remplace Joseph Kiddoo en tant que commissaire adjoint au bureau des esclaves affranchis. Pour faire face aux violences contre les esclaves affranchis, il ordonne aux commandants des postes militaires du Texas d'assumer les fonctions des agents du bureau des esclaves affranchis. Au 1er juin 1867, il avait organisé le territoire en 57 sous-districts ce qui a accru l'influence du bureau des esclaves affranchis. Il élargit alors la zone géographique de responsabilité du bureau. Il porte son attention sur l'agriculture du fait que les esclaves affranchis étaient principalement des ouvriers agricoles dans la culture du coton. Il cherche ensuite à ce qu'ils obtiennent le prix du marché pour les biens qu'ils vendent.
Affecté à Gavelston, alors qu'une épidémie de fièvre jaune sévit dans la ville, il reste à son poste et succombe de cette maladie le 15 septembre 1867. À sa mort, il avait porté le bureau des esclaves affranchis du Texas à son apogée tant en termes d'effectifs que de responsabilité. Barry A. Crouch estime que : 

« Au travers de la force de sa personnalité et de la mise en œuvre de la politique, il a peut-être aidé les anciens esclaves dans leur transition vers la liberté et assurer leurs droits avec plus de succès que tout autre commissaire adjoint. »

 Il est enterré à Washington (district de Columbia).
Charles Griffin avait la réputation d'être « fort en gueule » et échappa de peu à la cour martiale à la suite de mise en cause du général Fitz John Porter pour les événements de la seconde bataille de Bull Run.
Dans ses mémoires, Ulysse S. Grant mentionne spécifiquement Griffin comme l'un des meilleurs commandants de corps d'armée.